# Spyro 2: Season of Flame
Spyro 2: Season of Flame — видеоигра в жанре платформер, разработанная Digital Eclipse и изданная Universal Interactive Studios эксклюзивно для Game Boy Advance. Она была выпущена в 2002 году в США и Европе.
Spyro 2: Season of Flame уже пятая игра в серии Spyro и является прямым продолжением Spyro: Season of Ice. В игре Спайро необходимо освободить всех светлячков и найти того, кто украл их.

## Сюжет
После событий Spyro: Season of Ice, Спайро возвращается домой и узнаёт, что по приказу Грендера его армия похитила всех светлячков. Без светлячков у драконов исчезает огненное дыхание, а на его месте появляется ледяное. Из-за этого температура в Dragon Realms понижается, и драконы вынуждены мигрировать. Спайро, Спаркс, Бианка и Хантер возвращают светлячков и мигрирование отменяется. Спайро снова вынужден отправиться в далёкий путь и наказать Грендера.

## Геймплей
В Spyro 2: Season of Flame игроку снова приходится управлять Спайро, который должен проходить через порталы в Dragon Realms чтобы вернуть светлячков. Сила светлячков необходима, для того чтобы вернуть огненное дыхание драконов. Светлячков можно найти во многих местах, а иногда их дают в качестве награды за выполнение задания. Светлячков надо замораживать ледяным дыханием Спайро.
В самом начале игры Спайро имеет способность замораживать врагов при помощи ледяного дыхания, но если найти определённое количество светлячков, то огненное дыхание вернётся (при этом способность замораживать врагов останется). Также Спайро может позже получить возможность тарана. Во время игры встречаются врата, которые могут увеличить дальность огненного дыхания, усилить эффект ледяного дыхания или способность электрического дыхания для зарядки генераторов.
Основной игровой валютой являются драгоценные камни, разбросанные по всей местности на протяжении всей игры. Также камни можно найти в корзинах, вазах и в других различных контейнерах. Камни позволяют пользоваться услугами Moneybags.
Sparx, стрекоза, которая следует Спайро, представлен в игре как индикатор жизни. Каждый когда Спайро наносится урон, Sparx меняет цвет. Всего у Sparx’а четыре цвета (желтый, синий, зелёный и розовый если его разблокировать), а затем Sparx исчезает и при получении следующего урона Спайро теряет одну жизнь. Sparx может восстановиться, кушая бабочек, которые могут выпасть из убитых овец. Также Sparx будет давать разные советы по игре, которые можно отключить. Если в игре собрать все драгоценные камни и найти всех светлячков, то, как и в предыдущей части откроется бонусная игра.

## Критика
| Сводный рейтинг       | Сводный рейтинг |
| Агрегатор             | Оценка          |
| --------------------- | --------------- |
| GameRankings          | 77,40 %         |
| Metacritic            | 76/100          |
| Иноязычные издания    |                 |
| Издание               | Оценка          |
| AllGame               | 3/5             |
| Eurogamer             | 5/10            |
| Game Informer         | 7,5/10          |
| GamePro               | 4/5             |
| GameSpot              | 8/10            |
| GameSpy               | 4,5/5           |
| GameZone              | 8,6/10          |
| IGN                   | 8,5/10          |
| Nintendo Power        | 2,8/5           |
| Nintendo World Report | 8/10            |

Хоть игру и критиковали за сложное управление, но в целом она получила положительные отзывы от критиков и многие даже считают, что игра получилась даже лучше чем Spyro: Season of Ice.